# 1658
Епоха великих географічних відкриттів •  Ганза •  Річ Посполита •  Запорозька Січ •  Руїна

## Геополітична ситуація
Османську імперію очолює Мехмед IV (до 1687). Під владою османського султана перебувають Близький Схід та Єгипет, Середземноморське узбережжя Північної Африки, частина Закавказзя, значні території в Європі: Греція, Болгарія та Сербія. Васалами османів є Волощина та Молдова.
Священна Римська імперія — наймогутніша держава Європи. Її територія охоплює, крім німецьких земель, Угорщину з Хорватією, Богемію, Північну Італію. Її імператор — Леопольд I Габсбург.
Габсбург Філіп IV Великий є королем Іспанії (до 1665). Йому належать Іспанські Нідерланди, південь Італії, Нова Іспанія, Нова Гранада та Нова Кастилія в Америці, Філіппіни. Королем Португалії проголошено Альфонса VI, хоча Іспанія це проголошення не визнає. Португалія має володіння в Бразилії, в Африці, в Індії, в Індійському океані й Індонезії.
Північ Нідерландів займає Республіка Об'єднаних провінцій. Вона має колонії в Північній Америці, Індонезії, на Формозі та на Цейлоні. Король Франції — Людовик XIV (до 1715). В Англії триває Англійська революція, встановлено Англійську республіку. Англія має колонії в Північній Америці та на Карибах. Король Данії та Норвегії — Фредерік III (до 1670), король Швеції — Карл X Густав (до 1660). На Апеннінському півострові незалежні Венеціанська республіка та Папська область. Королем Речі Посполитої є Ян II Казимир (до 1668).
Царем Московії є Олексій Михайлович (до 1676).
Україну — Козацьку державу очолює гетьман Іван Виговський. На півдні України існує Запорозька Січ. Існують Кримське ханство, Ногайська орда.
В Ірані правлять Сефевіди.
Значними державами Індостану є Імперія Великих Моголів, в якій править Аурангзеб, Біджапурський султанат, султанат Голконда, Віджаянагара. В Китаї править Династія Цін. У Японії триває період Едо.

## Події

### В Україні
- Спахнуло й зазнало поразки повстання Пушкаря і Барабаша проти гетьмана Івана Виговського.
- 16 вересня в Гадячі за ініціативою гетьмана Івана Виговського між Польщею і Україною підписано Гадяцький договір, за яким Україна входила до складу Речі Посполитої Трьох Народів як третій партнер — Велике князівство Руське.
- 21 вересня почалася Московсько-українська війна.

### У світі
- Московський патріарх Никон зрікся сану й віддалився до монастиря.
- Шведсько-данська війна:
  - На початку лютого шведи здійснили перехід через Бельти, зламавши оборону данців.
  - Як наслідок укладено Роскілльську угоду, за якою Данія визнавала значні територіальні втрати.
- Спалахнула нова Шведсько-данська війна, до якої долучилися Річ Посполита та Нідерланди:
  - Польські війська захопили Кольдінг.
  - 8 листопада нідерландці спільно з данцями перемогли шведський флот у битві в протоці Ересунн.
- 18 липня Леопольда I Габсбурга обрано імператором Священної Римської імперії.
- 3 вересня в Лондоні у віці 59 років помер Олівер Кромвель. Посаду лорда-протектора успадкував після нього Річард Кромвель.
- Війська Леопольда I разом із поляками вторглися в Шведську Померанію.
- Московсько-шведська війна завершилася з певними здобутками для Московії в Лівонії.
- Французи разом із англійцями здобули в іспанців Дюнкерк, а потім поступилися ним Англії.
- Спроба іспанського флоту повернути захоплену англійцями Ямайку зазнала невдачі.
- Папа Олександр VII призначив Франсуа Лаваля на посаду апостольського вікарія Нової Франції.
- Аурангзеб захопив владу в Імперії Великих Моголів, змістивши свого хворого батька Шах Джахана та здолавши брата Дару Шукоха в битві.
- Захопивши Джаффну, нідерландці повністю витіснили португальців із Цейлону.

## Наука і культура
- Томас Гоббс опублікував «De Homine».

## Народились
див. також Категорія:Народились 1658
- 5 березня — Антуан де Ламот Каддилак, лейтенант французької армії, управляючий французькими володіннями у Північній Америці, засновник міста Детройт

## Померли
див. також Категорія:Померли 1658